# Ensi (Rapper)
Ensi (* 13. Dezember 1985 in Alpignano, Metropolitanstadt Turin als Jari Ivan Vella) ist ein italienischer Rapper und Freestyler.

## Karriere
Ensi begann 1999, sich als Rapper zu betätigen. Im Jahr 2003 gründete er zusammen mit seinem älteren Bruder Raige und dem befreundeten Rayden die Gruppe One Mic. Außerdem nahm er in diesem Jahr am nationalen Freestyle-Wettbewerb Tecniche Perfette teil, bei dem er Zweiter nach Mondo Marcio wurde. 2005 erschien das erste One-Mic-Album Sotto la cintura, im selben Jahr gewann Ensi bei der Freestyle-Convention 2theBeat gegen Clementino. Auch 2006 kehrte er zu 2theBeat zurück; zwei Jahre später debütierte er mit seinem ersten Soloalbum Vendetta. Es folgten mehrere EPs und 2011 das zweite One-Mic-Album Commerciale.
2012 wechselte Ensi zum unabhängigen Label Tanta Roba von Guè Pequeno und DJ Harsh, dort veröffentlichte er das Freestyle Roulette Mixtape und das Album Era tutto un sogno. Zwei Jahre später hatte der Rapper seinen Mainstream-Durchbruch mit dem Album Rock Steady, das beim Major-Label Warner erschien und eine Reihe von Kollaborationen enthielt, etwa mit Julia Lenti, Noyz Narcos, Salmo und Y’akoto. 2017 folgte das Album V, auf dem auch Gemitaiz und MadMan zu hören sind.

## Diskografie

### Alben
| Jahr | Titel Musiklabel                      | Höchstplatzierung, Gesamtwochen, AuszeichnungChartsChartplatzierungen (Jahr, Titel, Musiklabel, Platzierungen, Wochen, Auszeichnungen, Anmerkungen) | Anmerkungen                                   |
| Jahr | Titel Musiklabel                      | IT | Anmerkungen                                   |
| ---- | ------------------------------------- | --- | --------------------------------------------- |
| 2012 | Freestyle Roulette Mixtape Tanta Roba | IT30 (1 Wo.)IT | Erstveröffentlichung: 23. Mai 2012            |
| 2012 | Era tutto un sogno Tanta Roba         | IT8 (7 Wo.)IT | Erstveröffentlichung: 13. November 2012       |
| 2014 | Rock Steady Atlantic/Warner           | IT1 (5 Wo.)IT | Erstveröffentlichung: 2. September 2014       |
| 2017 | V Atlantic/Warner                     | IT5 (11 Wo.)IT | Erstveröffentlichung: 1. September 2017       |
| 2019 | Clash Warner                          | IT6 (4 Wo.)IT | Erstveröffentlichung: 1. Februar 2019         |
| 2023 | Brava gente Heirloom-Juicy Music      | IT13 (2 Wo.)IT | mit Nerone Erstveröffentlichung: 2. Juni 2023 |

Weitere Alben
- 2008: Vendetta (La Suite)

### Singles
| Jahr | Titel Album                                     | Höchstplatzierung, Gesamtwochen, AuszeichnungChartsChartplatzierungen (Jahr, Titel, Album, Platzierungen, Wochen, Auszeichnungen, Anmerkungen) | Anmerkungen                                |
| Jahr | Titel Album                                     | IT | Anmerkungen                                |
| --- | ----------------------------------------------- | --- | ------------------------------------------ |
| Folgende Lieder erschienen nicht als Single, wurden aber durch das Album zum Download und Streaming bereitgestellt und konnten somit eine Platzierung erlangen: |                                                 | |                                            |
| |                                                 | |                                            |
| 2014 | Stratocaster Rock Steady                        | IT72 (2 Wo.)IT | feat. Noyz Narcos & Salmo                  |
| 2014 | Rispetto di tutti, paura di nessuno Rock Steady | IT90 (1 Wo.)IT |                                            |
| 2017 | 04:20 V                                         | IT69 Gold · (2 Wo.)IT | feat. Gemitaiz & MadMan Verkäufe: + 25.000 |
| 2020 | Money Money QVC9                                | IT41 (1 Wo.)IT | Gemitaiz & Ensi feat. Speranza             |

Weitere Singles
- 2009: Terrone
- 2012: Suite Deluxe Anthem (Shablo feat. Ensi, Ghemon & Biggie Bash)
- 2014: Change (feat. Patrick Benifei)
- 2014: V.I.P. (feat. Y’akoto)
- 2015: Juggernaut
- 2017: Tutto il mondo è quartiere
- 2017: Mezcal
- 2017: Iconic

### Alben mit OneMic
- 2005: Sotto la cintura
- 2011: Commerciale

## Belege
1. ↑  Alben von Ensi. In: Italiancharts.com. Hung Medien, abgerufen am 4. April 2018.
2. ↑  Archivio classifiche Top Digital. FIMI, abgerufen am 4. April 2018 (italienisch).
3. ↑  Certificazioni, Ensi. FIMI, abgerufen am 26. Februar 2018 (italienisch).

| Personendaten    | Personendaten                               |
| ---------------- | ------------------------------------------- |
| NAME             | Ensi                                        |
| ALTERNATIVNAMEN  | Vella, Jari Ivan (Geburtsname)              |
| KURZBESCHREIBUNG | italienischer Rapper und Freestyler         |
| GEBURTSDATUM     | 13. Dezember 1985                           |
| GEBURTSORT       | Alpignano, Metropolitanstadt Turin, Italien |